# Rouble arménien

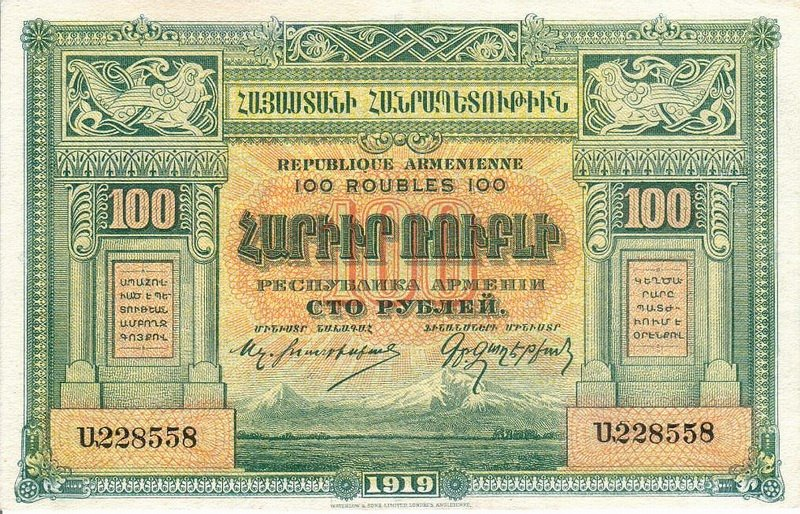
100 roubles arméniens de 1919.

Le rouble (en arménien ռուբլի ; en russe рубль, roubl') était la monnaie de la République démocratique d'Arménie et de la République socialiste soviétique d'Arménie entre 1919 et 1923. Il replaça le premier rouble de Transcaucasie et fut remplacé par le second rouble de Transcaucasie après que l'Arménie est devenue une partie de la République socialiste fédérative soviétique de Transcaucasie. Seuls des billets de cette monnaie furent émis.